# Gabrán mac Domangairt
Gabrán mac Domangairt (fl. VI secolo) regnò sulla Dál Riata  attorno alla metà del VI secolo e fu l'eponimo antenato dei Cenél nGabráin.

## Biografia
L'unico elemento su cui si basa l'ipotesi della storicità di Gabrán è la notizia della sua morte presente negli annali irlandesi. È probabile che la sua morte vada connessa con la migrazione o la fuga di Bridei mac Maelchon.